# Tuasivi
Tuasivi ist ein Dorf am Ostzipfel der Insel Savaiʻi in Samoa.

## Geographie
Das Dorf liegt am Cape Tuasivi, dem östlichsten Punkt von Savaiʻi. Zusammen mit den Dörfern Fogapoa, Fatausi und Fusi im Süden gehört das Dorf zum traditionellen Verband Safotulafai, einem Gebiet mit großer historischer, kultureller und politischer Bedeutung. Sie sind die Hauptorte des Bezirks (itūmālō) Faʻasaleleaga einer wichtigen Malietoa-Einheit. Unter anderem war das Gebiet Ausgangspunkt der 'Mau a Pule'-Widerstandsbewegung gegen die Kolonialherrschaft. Später entwickelte sich die nationale Mau-Bewegung, unter der Samoa 1962 die Unabhängigkeit erlangte.

## Kultur
Tuasivi ist heute Hauptverwaltungszentrum auf Savaiʻi. Es gibt einen kleinen Regierungskomplex mit Büros und einem Gerichtssaal und die Hauptwache der Polizei.
Das Tuasivi Hospital (Malietoa Tanumafili II Hospital) ist das Hauptkrankenhaus der Insel mit ca. 20 Betten und mehreren Doktoren.
In Tuasivi gibt es darüber hinaus noch ein Postamt und in 10 Minuten Entfernung in Salelologa ein Fährterminal. Außerdem gibt es das Tuasivi College und verschiedene christliche Gemeinden.

## Klima
Das Klima ist tropisch heiß, wird jedoch von ständig wehenden Winden gemäßigt. Ebenso wie die anderen Orte von Samoa wird Tuasivi gelegentlich von Zyklonen heimgesucht.